# Americans with Disabilities Act
Der Americans with Disabilities Act (ADA) ist ein US-amerikanisches Bundesgesetz von 1990. In Anlehnung an den Civil Rights Act of 1964 schreibt der ADA die Gleichstellung von Menschen mit Behinderungen vor. Der ADA verbietet die Diskriminierung von Menschen mit Behinderung durch Unternehmen und staatliche Institutionen bei der Einstellung, am Arbeitsplatz, bei der Versorgung mit Gütern und Dienstleistungen, einschließlich Transportmitteln, öffentlichen Unterkünften und Telekommunikation.

## Hintergrund und Entstehung
In den USA wurde die Behindertenbewegung in den 1970er-Jahren zu einer politisch einflussreichen Kraft. Bereits 1973 verabschiedete der US-Kongress im Rehabilitation Act umfassende gesetzliche Regelungen für die Gleichstellung von Menschen mit Behinderungen. Darauf aufbauend verabschiedete der Kongress der USA den weit umfassenderen Americans with Disabilities Act (ADA). Der ADA soll Einrichtungen, Dienstleistungen und Aktivitäten allen Menschen mit Behinderungen zugänglich machen.
Der demokratische Senator Tom Harkin, Iowa, brachte einen Entwurf am 9. Mai 1988 in den Senat ein. Nach zweijährigen Beratungen im Kongress trat der ADA durch die Unterschrift von Präsident George H. W. Bush am 26. Juli 1990 in Kraft.

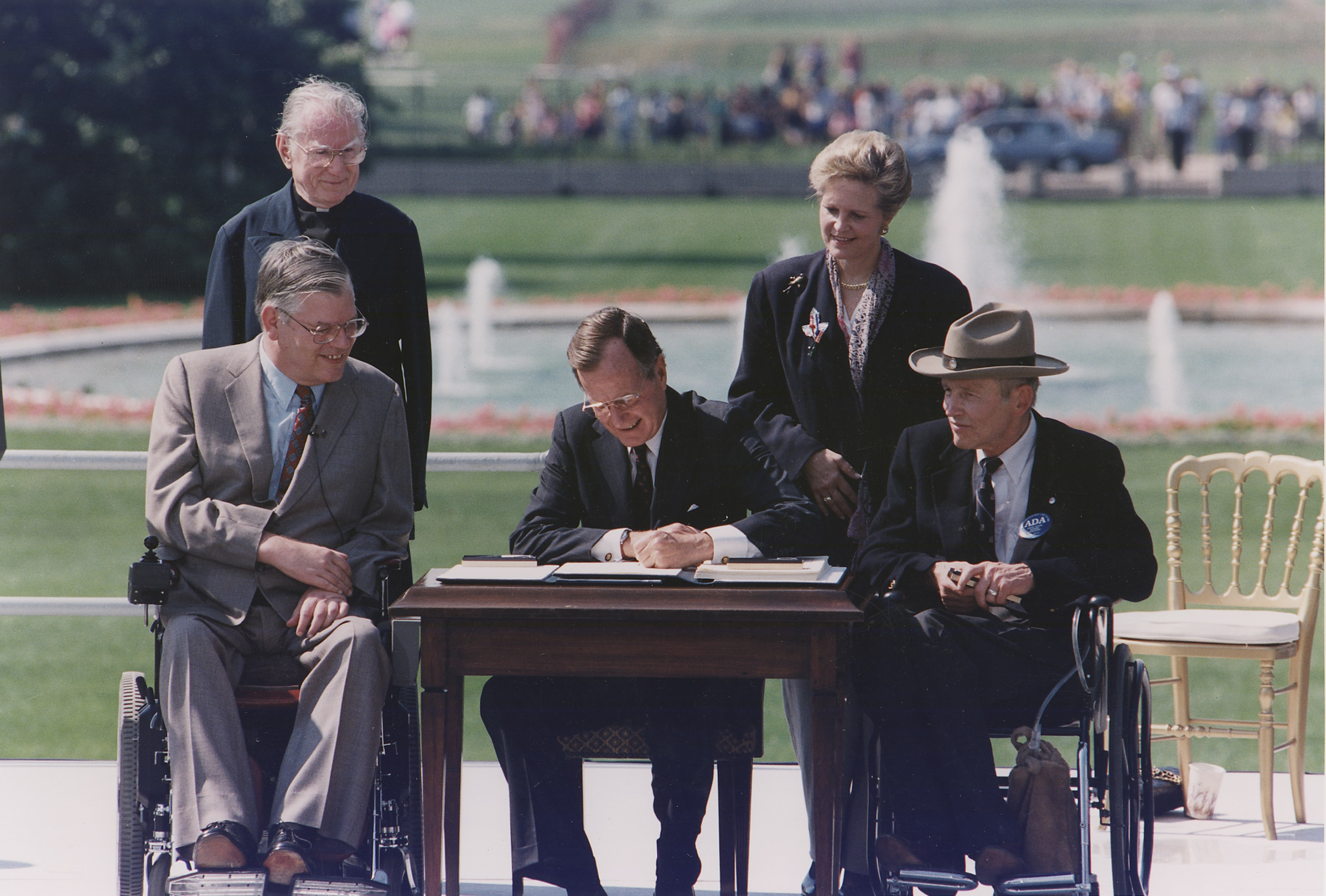
Präsident Bush unterzeichnet den Beschluss zum Inkrafttreten des ADA. Von links nach rechts: Evan Kemp, Harold Wilke, George H.W. Bush, Sandra Parrino, Justin Dart

2008 wurde der ADA durch ein Amendment weiterentwickelt, nachdem der U.S. Supreme Court den Anwendungsbereich auf bestimmte Formen von Behinderungen eingeschränkt hatte.

## Inhalt des ADA
Der ADA verbietet Diskriminierungen von Menschen mit Behinderungen bei der Einstellung und Beschäftigung, bei der Inanspruchnahme von öffentlichen Einrichtungen und Dienstleistungen, bei der Benutzung des öffentlichen Personenverkehrs und bei der Inanspruchnahme von Telekommunikations-Einrichtungen. Er verpflichtet auch Bundesstaaten, Kommunen und Städte. Klagen wegen Verletzung des ADA können sowohl von Privatpersonen als auch von staatlicher Seite eingereicht werden. Verschiedene Departements und Agenturen (z. B. National Council on Disability) sind auf Bundesebene als Beschwerdestellen oder für die Umsetzung des ADA tätig.
Der ADA ist in fünf Titel unterteilt: Employment (Title I), Public Services (Titel II), Accomodations (Title III), Telecommunications (Title IV) und Miscellaneous (Title V).